# Гідрофон

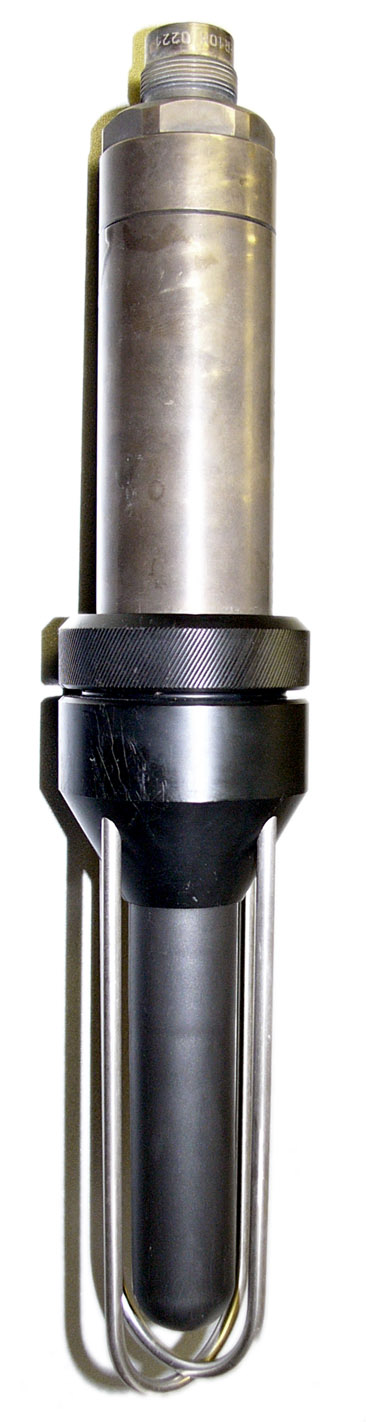
Гідрофон

Гідрофон (дав.-гр. ὕδωρ — «вода» і φωνή — «звук») — спеціалізований мікрофон, призначений для використання під водою. Застосовується в гідроакустиці для прослуховування підводних сигналів і шумів, у вимірювальних цілях, а також як складові елементи направлених приймальних гідроакустичних антен.
Більшість сучасних гідрофонів працюють на основі п'єзоефекту, існують також магнітострикційні гідрофони, і гідрофони, що працюють як звичайний мікрофон (з додатковою ізоляцією мембрани від безпосереднього контакту з водою).

## Застосування
- Вимірювання звуку, що поширюється у воді;
- Дослідження процесів кавітації;
- Лабораторні і заводські вимірювання звуку в рідкому і газовому середовищах;
- Вимірювання шуму у вологих і забруднених середовищах.